# André Rischmann
André Félix Rischmann (Parijs, 26 februari 1882 - Parijs, 9 november 1955) was een Frans rugbyspeler.

## Carrière
Rischmann werd tijdens de Olympische Zomerspelen 1900 de olympisch kampioen rugby.

## Erelijst

### Rugby
- Olympische Zomerspelen:  1900